# Лысовичи (Минский район)
Лысовичи (бел. Лы́савічы) — деревня в Минском районе Минской области Беларуси. В составе Юзуфовского сельсовета.

## География
Расположена на дороге Н-8971.
Ближайшие населённые пункты Жабовщина, Шепели и др.

## Население

### Численность
- 2009 год — 35 человек

### Динамика
- 1999 год — 46 человек (перепись населения)
- 2009 год — 35 человек (перепись населения)